# La Celle-Saint-Cloud
La Celle-Saint-Cloud és un municipi francès, situat al departament d'Yvelines i a la regió de l'Illa de França. L'any 2005 tenia 21.600 habitants.
Forma part del cantó de Le Chesnay i del districte de Versalles. I des del 2002 de la Comunitat d'aglomeració Versailles Grand Parc.